# Graziano Recinella
Graziano Recinella (Petacciato, 14 juli 1975) is een Italiaans voormalig wielrenner. Hij won geen professionele koersen.

## Resultaten in voornaamste wedstrijden
| Jaar | Ronde van Italië | Ronde van Frankrijk | Ronde van Spanje |
| ---- | ---------------- | ------------------- | ---------------- |
| 1999 |                  |                     |                  |
| 2000 | opgave           |                     |                  |

| Jaar | Milaan-San Remo |
| ---- | --------------- |
| 1999 | 127e            |
| 2000 | 136e            |